# Polanka (Třebíč)
Polanka je ulice a městský park v Třebíči na Stařečce v místě poblíž starého Krajíčkova mlýna. Mimo to nese označení Polanka též letní koupaliště na opačné, podklášterské straně řeky, jehož základem jsou původní městské říční lázně, projektované Bohuslavem Fuchsem (1934). Na samém konci 19. století zde byla vybudována hlavní městská elektrárna, později provozovaná městem. Název ulice byl zvolen dle názvu užívaného dlouhodobě.

## Ulice, Krajíčkův mlýn a elektrárna

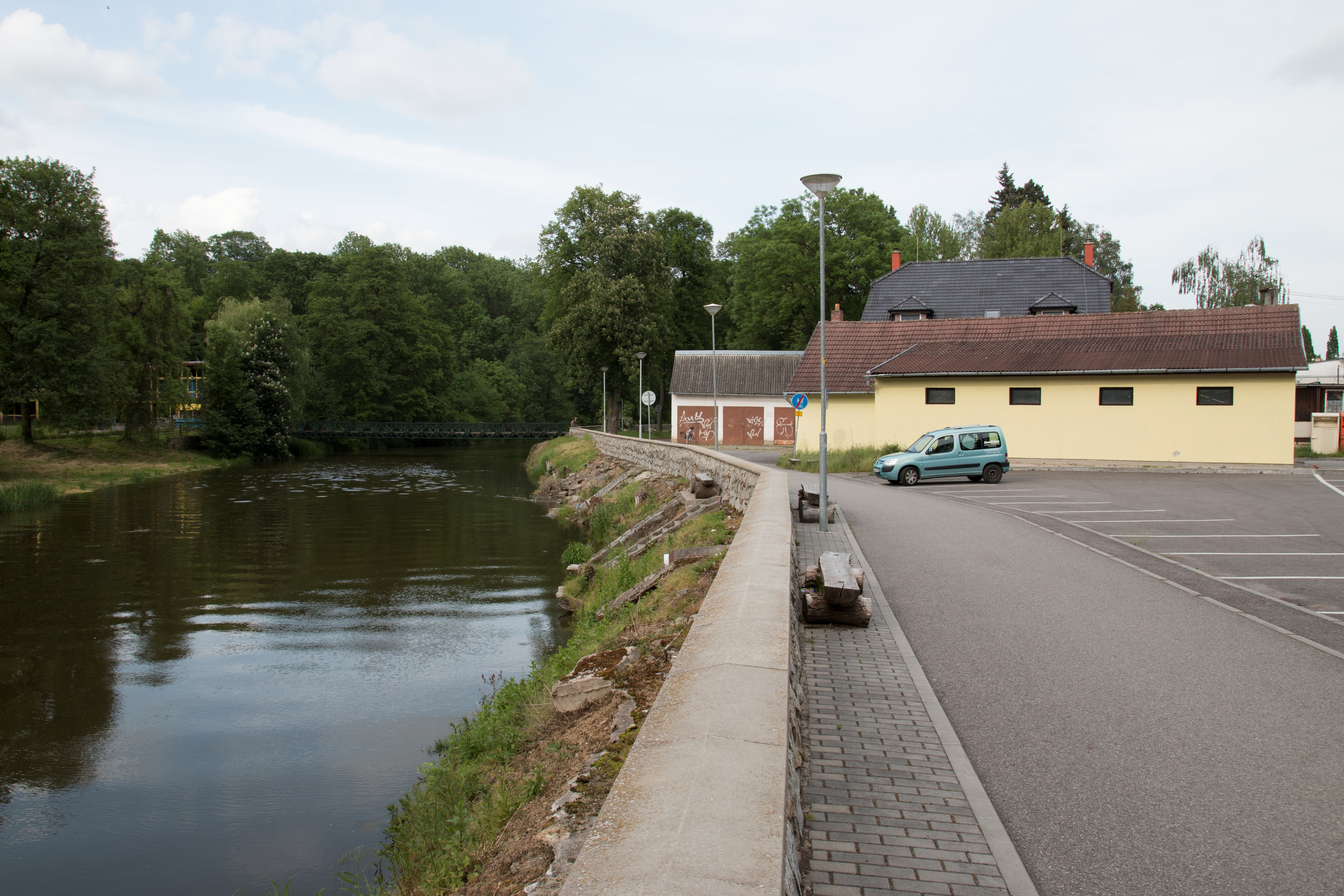
Místo, kde stával Krajíčkův mlýn

Polanka se velmi výhodně rozkládá při řece Jihlavě, v místě z větší části krytém kopci, ať už Krajíčkovy stráně, nebo plošiny Nehradova. V ulici je evidováno 17 adres. Na východě ulice Polanka ústí do ulice Vítězslava Nezvala, na západě přechází do cesty spojující Polanku s Poušovem. Z jihu se připojuje ulice Nad Lesem.
Název Polanka je odvozen od zámečku Polanek, který stával za městem při řece. Po staletí stával na Polance mlýn. Mlýn zde míval již benediktinský klášter. Téměř sto let – v letech 1556–1648 – mlýn vlastnila rodina Krajíčků; jejich jméno mlýnu zůstalo i poté. Mlýnská strouha vedla takřka středem východní poloviny parku. Jez, jenž do ní vedl vodu, byl odstraněn při regulaci řeky, která probíhala v letech 1912–1922. Současně s tím město upravovalo komplex hospodářského a stavebního dvora Krajíčkova mlýna. K úpravě ulice a vybudování kanalizace došlo mezi lety 1923–1930. K stavebnímu dvoru Krajíčkova mlýna přiléhalo primitivní říční koupaliště (plovárna).
V letech 1898 a 1899 byla na Polance zbudována parní elektrárna. Projekt realizovala budapešťská společnost Ganz & spol. Po dvaceti letech provozu město Třebíč elektrárnu vykoupilo do svého vlastnictví.
V roce 2025 byl opraven povrch silnice. V roce 2025 byly postaveny schody spojující Polanku a Nehradov.

### Bailey bridge
Od roku 1945 je v provozu tzv. Bailey bridge, který spojuje pravý a levý břeh řeky Jihlavy, v roce 2018 došlo k architektonické soutěži, která rozhodla o podobě nové lávky. Do roku 1945 pak místo mostu sloužila dřevěná lávka. V roce 2021 bylo oznámeno, že most konstrukce Bailey bude odstraněn a přemístěn na jiné místo v Třebíči. Jeho konstrukce komplikuje situaci v rámci povodňových plánů. Někteří z občanů města jsou proti přemístění. Jedna z možností je přemístění mostu na místo, kde je hladina níže. Další možností je použít jej jako součást cyklostezky z Třebíče do Vladislavi. Most také může být přemístěn a vystaven, povodí Moravy uvedlo, že konstrukce mostu není problémem z hlediska povodňového, v roce 2024 také vznikl protest skupiny a jeden ze zastupitelů města podal podnět ke vzniku památkové ochrany města, řízení však nebylo zahájeno. Památková ochrana však byla doporučena pobočkou NPÚ v Telči.
Most by měl být přemístěn v květnu roku 2025 a měl být nahrazen klenutou betonovou lávkou umístěnou výše nad vodní hladinou. V listopadu bylo oznámeno, že stavba lávky potrvá déle. V únoru roku 2025 byla navýšena cena stavby z důvodu instalace mikropilotů. V dubnu roku 2025 však bylo oznámeno, že Baileyho most by měl být přemístěn v celku, jeho nové umístění však není známé.

## Rekreační zařízení

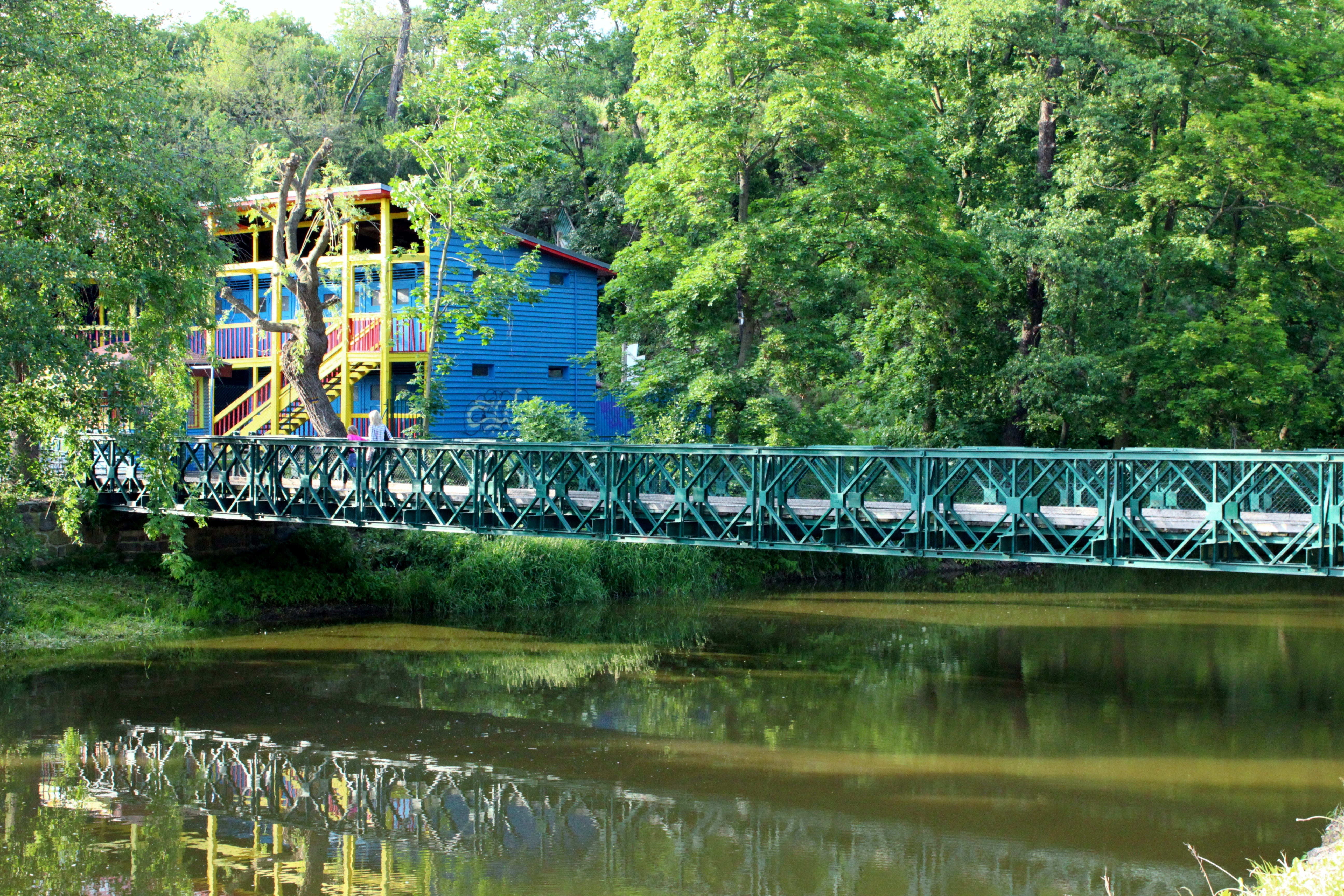
Most Bailey bridge na Polance

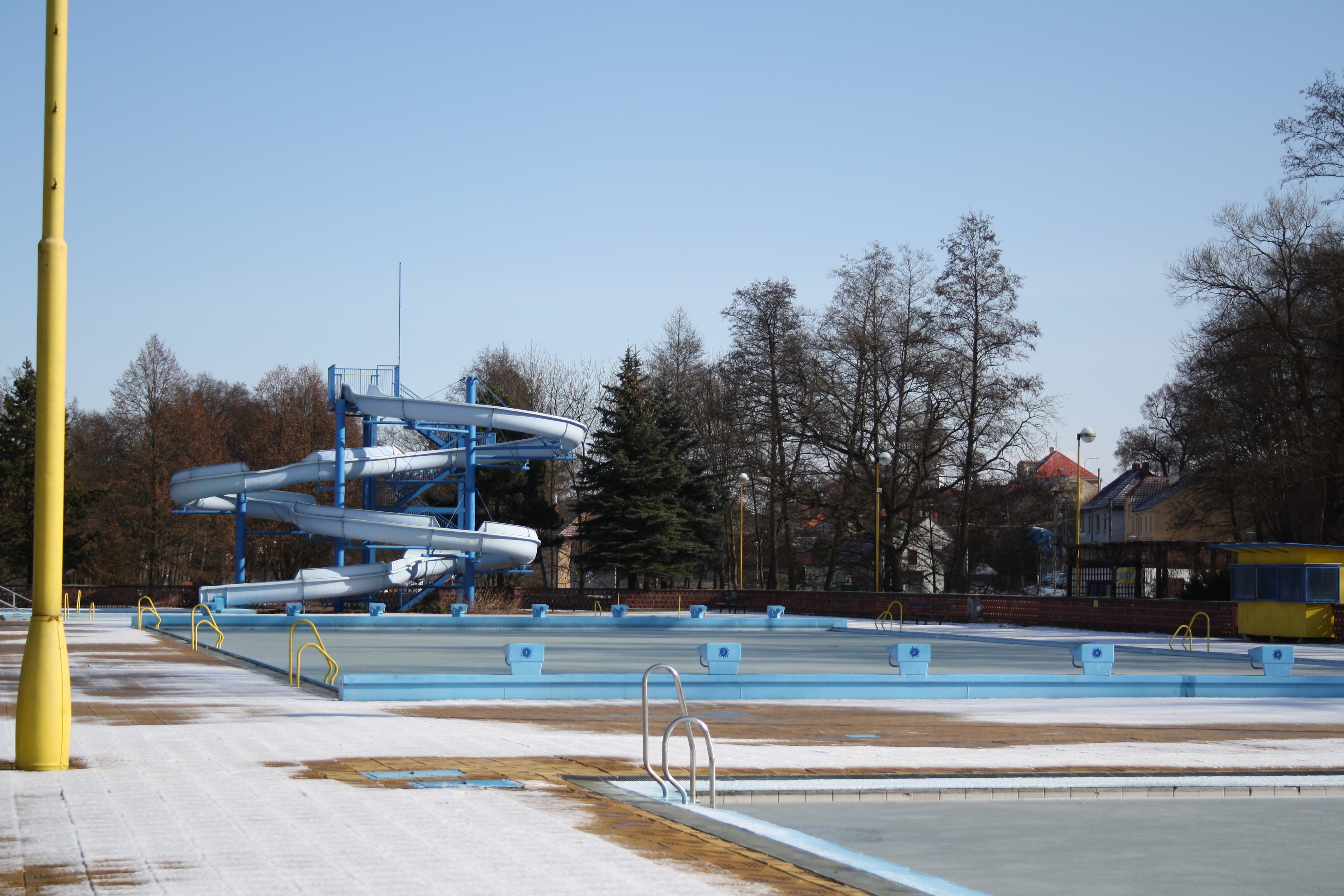
Zimní pohled na bazény koupaliště s tobogánem

Za městskou elektrárnou směrem k řece bylo zřízeno „výletiště“, v zimě kluziště, jemuž při západní straně stával hudební pavilon. Na východní straně straně kluziště bývala jedna z půjčoven loděk. Velkými úpravami prošel sportovní prostor v roce 1974. Sadům byl přiřknut název „Sady československo-sovětského přátelství“. Původně hřiště házené bylo v roce 2000 přeměněno v hřiště hokejbalové.
Hřiště již delší dobu chátrá, původně sloužilo pro hokejbalový klub Slza Třebíč, ten již nefunguje a tak v roce 2022 nabídl florbalový klub Snipers Třebíč to, že by adaptoval hřiště na florbalové a osadil je umělým povrchem. Mužský A tým by na hřišti hrát nemohl, ale mohlo by sloužit jako tréninkové hřiště či hřiště pro mladší kategorie. Polovinu nákladů, tj. 700 tisíc Kč by klub uhradil sám a na druhou část investice by žádal městské dotace. Hřiště patřilo klubu Slza, to bezplatně po domluvě hřiště převedlo do majetku Snipers Třebíč.
Původně se Polankou rozuměla jen stařečská část na pravém břehu řeky. Na druhý břeh se Polanka rozšířila poté, co na bývalé valdštejnské louce na podklášterské straně řeky vyrostly říční lázně. Autorem projektu byl Bohuslav Fuchs. Stavěny byly v letech 1933–1934. Slavnostně otevřeny byly 27. května 1934. Jejich kapacita činila 1200 osob.

Městské říční lázně (1934)
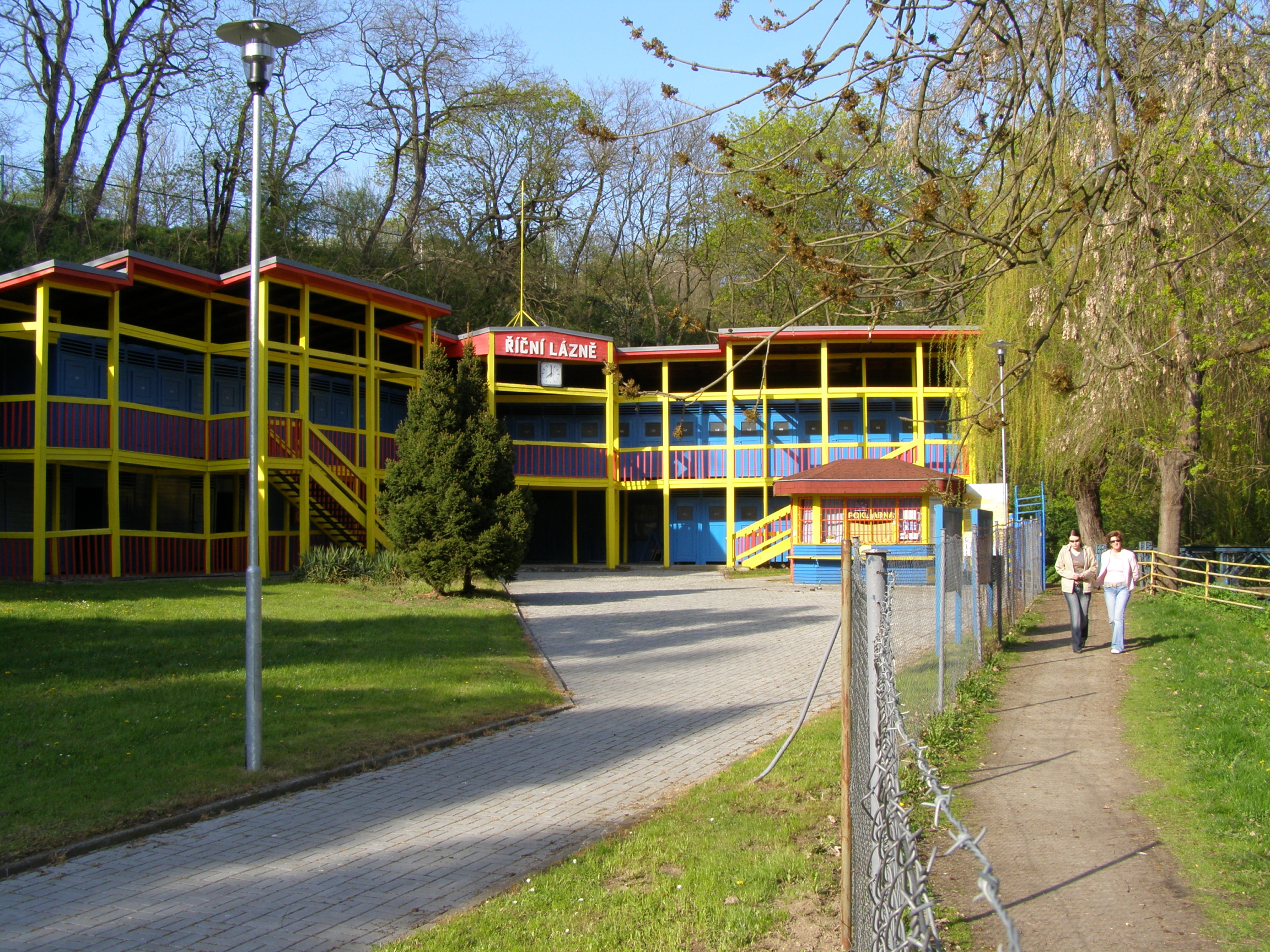
Kabiny šatny lázní
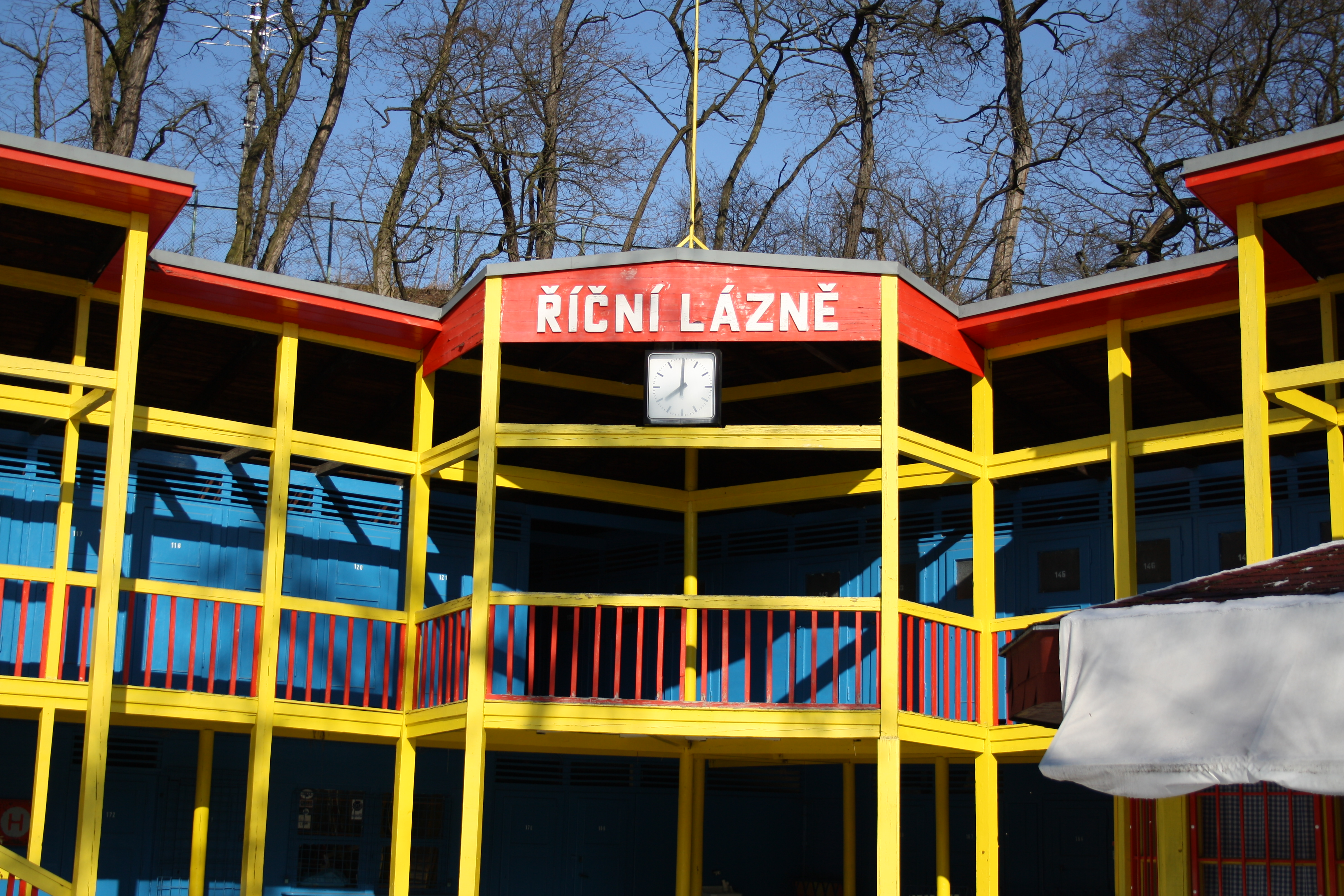
Detail
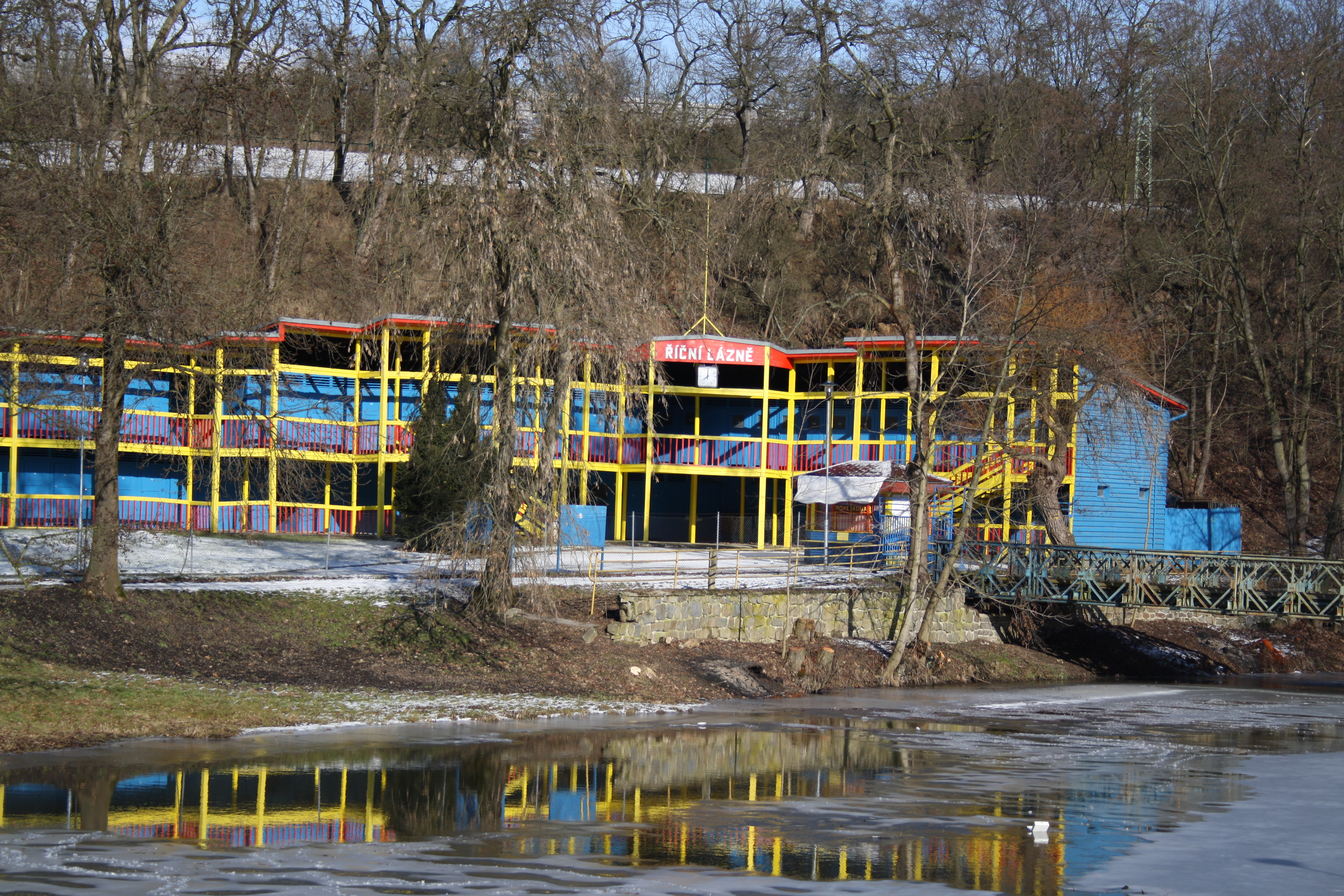
Pohled přes řeku